# Kasteel op de Dam
Het Kasteel op de Dam is een kasteel in de tot de Oost-Vlaamse gemeente Lievegem behorende plaats Waarschoot, gelegen aan Dam 40-42.

## Geschiedenis
In 1828 kocht C. Vervier 160 ha aan domaniale bossen en liet hier omstreeks 1840 een landhuis bouwen, Damzicht genaamd. In 1900 werd dit vervangen door het huidige kasteeltje in Vlaamse neorenaissancestijl.

## Gebouw
Het bakstenen kasteeltje met Vlaamse neorenaissance-kenmerken heeft onder meer trapgevels en een rank achthoekig torentje. Aanwezig zijn de wapenschilden van de families Vervier en Maertens de Noordhout, en het devies: Nihil sine Deo (niets zonder God). Daarnaast is er een tuinmanswoning met koetshuis en paardenstallen van omstreeks 1900, en een hoeve van dezelfde tijd. Het interieur van het kasteeltje bevat onder meer een kamer met Vlaams neorenaissance-interieur.
Het geheel bevindt zich in een parkachtig domein.